# حمام کدخدا
حمام کدخدا مربوط به دوره قاجار است و در تهران، خیابان خیام، بازار عباس‌آباد، کوچه کدخدا، پ ۴۱ واقع شده و این اثر در تاریخ ۳۰ تیر ۱۳۸۴ با شمارهٔ ثبت ۱۲۲۷۷ به‌عنوان یکی از آثار ملی ایران به ثبت رسیده است.